# The Beach Boys' Christmas Album
The Beach Boys' Christmas Album (El álbum navideño de los Beach Boys) es el séptimo álbum de estudio de la banda estadounidense The Beach Boys. Es un lanzamiento estacional, lanzado en plena estación navideña de 1964. Contiene cinco canciones originales y siete basados en temas navideños. El álbum demostró ser un éxito de larga duración durante las temporadas navideñas posteriores, alcanzando inicialmente el número seis en Billboard 200 de los Estados Unidos en su año de lanzamiento y, finalmente, adquiriendo el disco de oro. James E. Perone en The 100 Greatest Bands of All Time: A Guide to the Legends Who Rocked the World escribió que es "considerado como uno de los mejores álbumes navideños de la era del rock".
Mientras que el líder Brian Wilson produjo y arregló las canciones de rock, le dejó a Dick Reynolds (un arreglista de los Four Freshmen, un grupo al que Wilson idolatraba) organizar las cuarenta y una piezas orquestales en las canciones tradicionales a las que los Beach Boys presentarían sus voces. Se editó el sencillo "The Man with All the Toys" respaldada con la versión del grupo de "Blue Christmas". "Little Saint Nick", un sencillo que ya había sido lanzado el año anterior, fue incluido en el álbum.
En 1977, The Beach Boys intentaron grabar el álbum Merry Christmas of The Beach Boys, pero fue rechazado por su sello. Las selecciones completas de Christmas Album y las sesiones de Merry Christmas se compilaron en Ultimate Christmas de 1998.

## Antecedentes
El álbum fue ideado como una respuesta al álbum A Christmas Gift for You de Phil Spector de Philles Records (1963), un álbum para el que Brian Wilson había asistido a sesiones de grabación. Tocó el piano en la canción "Santa Claus Is Coming to Town", pero fue rechazado por Spector debido a su bajo nivel de ejecución de piano.

## Grabación
La inspiración por parte de Brian Wilson para componer este álbum vino de A Christmas gift for you from Philles Records un álbum con canciones navideñas producido por Phil Spector.
Con la excepción de "Little Saint Nick", las sesiones para el álbum abarcaron del 18 al 30 de junio de 1964, un mes después de que se completara el álbum All Summer Long. "Christmas Day" es la primera canción en donde Al Jardine es el cantante principal.
Además de las interpretaciones orquestales de "Jingle Bells" y la composición original de Wilson "Christmas Eve" para la cual nunca se hicieron sobregrabaciones vocales, descartes de la canción "Little Honda" de All Summer Long y "Don't Hurt My Little Sister" de Today! se grabó entre las sesiones de junio.
Mientras Brian producía y arreglaba las canciones, lo dejó a Dick Reynolds, un arreglista de The Four Freshmen (un grupo que Wilson idolatra), para arreglar el apoyo orquestal sobre las canciones tradicionales a las cuales el grupo aplicarían su voz, estas son: "We Three Kings Of Orient Are", "Blue Christmas" y "Santa Claus Is Coming to Town".
El álbum fue lanzado en mono y estéreo, la mezcla estéreo fue elaborada por el ingeniero Chuck Britz, sería la última mezcla estéreo de un álbum de The Beach Boys hasta Friends de 1968.

## Recepción
En una revisión retrospectiva, Jason Ankeny de AllMusic declaró: "El genio pop de Brian Wilson se adapta bien al clásico de Yuletide, y el grupo ofrece exuberantes interpretaciones de estándares que van desde 'Frosty the Snowman' hasta 'White Christmas', así como material más contemporáneo como 'The Man With All the Toys' y 'Blue Christmas".
Mientras entrevistaba a Wilson para un especial de radio promocional en 1964, Jack Wagner comentó que la decisión de Wilson de cantar solo en una versión de "Blue Christmas" podría ser "el comienzo de una nueva carrera", a lo que Wilson respondió "No sé. Podría y no podría. Realmente no lo sé". Refiriéndose a los estándares que él creía "demostró que el poder vocal de los Beach Boys era más grande y ágil que el de los registros de surf y hot rod [y] apostando por un terreno musical más amplio". El autor Luis Sanchez reflexionó "La música de Christmas Album muestra una calidad de selectividad estética que ninguno de los otros discos del grupo anteriores tenía, aspirando no solo a asimilar una de las ideas del pop, sino también permitiendo a Brian hacer uno de sus mayores avances artísticos".
El 6 de abril de 1982 el álbum fue certificado disco de oro por RIAA al vender medio millón de copias en Estados Unidos.

## Lista de canciones
Todas las canciones escritas y compuestas por Brian Wilson y Mike Love, excepto donde está indicado. 
| Lado A |                                                    |                          |          |  |
| N.º    | Título                                             | Vocalista principal      | Duración |  |
| 1.     | «Little Saint Nick*»                               | Mike Love                | 2:00     |  |
| 2.     | «The Man with All the Toys»                        | Brian Wilson y Mike Love | 1:32     |  |
| 3.     | «Santa's Beard»                                    | Mike Love                | 2:00     |  |
| 4.     | «Merry Christmas, Baby» (Brian Wilson)             | Mike Love                | 2:20     |  |
| 5.     | «Chrismas Day» (Brian Wilson)                      | Al Jardine               | 1:47     |  |
| 6.     | «Frosty the Snowman» (Steve Nelson y Jack Rollins) | Brian Wilson             | 1:54     |  |

| Lado B |                                                                   |                                                                  |          |  |
| N.º    | Título                                                            | Vocalista principal                                              | Duración |  |
| 1.     | «We Three Kings Of Orient Are» (John Henry Hopkins)               | Brian Wilson y Mike Love                                         | 4:03     |  |
| 2.     | «Blue Christmas» (Billy Hayes y Jay W. Johnson)                   | Brian Wilson                                                     | 3:09     |  |
| 3.     | «Santa Claus Is Coming to Town» (J. Fred Coots y Haven Gillespie) | Brian Wilson y Mike Love                                         | 2:20     |  |
| 4.     | «White Christmas» (Irving Berlin)                                 | Brian Wilson                                                     | 2:29     |  |
| 5.     | «I'll Be Home for Christmas» (Kim Gannon, Walter Kent y Buck Ram) | Brian Wilson                                                     | 2:44     |  |
| 6.     | «Auld Lang Syne» (Trad. Arr. Brian Wilson)                        | Brian Wilson, Carl Wilson, Dennis Wilson, Mike Love y Al Jardine | 1:19     |  |

* La versión de álbum es una mezcla diferente de la versión de sencillo en mono de 1963.

### Reediciones
El álbum The Beach Boys' Christmas Album fue reeditado en 1998 como una compilación de navideña llamada Ultimate Christmas.